# Małaja Wolsa
Małaja Wolsa (biał. Малая Вольса; ros. Малая Ольса; pol. hist. Olsa) – wieś na Białorusi, w rejonie kliczewskim obwodu mohylewskiego, około 25 km na północ od Bobrujska, nad rzeką Olsą.

## Historia nazwy
Słownik geograficzny Królestwa Polskiego (1886) wspomina o dwóch sąsiednich wsiach: Wielkiej Olsie (18 osad pełnonadziałowych) i Małej Olsie (15 osad pełnonadziałowych), tej drugiej zwanej inaczej Zapole. Na polskiej wojskowej mapie operacyjnej z 1934 roku w miejscu Wielkiej Olsy znajduje się Olsa, natomiast na miejscu Małej Olsy – Zapolje. Na współczesnych mapach: na miejscu Olsy znajduje się wieś, której współczesna białoruska nazwa to Małaja Wolsa, na miejscu Zapolja – agromiasteczko Zapolie (Заполье). Obie te miejscowości znajdują się w sielsowiecie bacewickim.

## Historia
Według Słownika geograficznego Królestwa Polskiego majątek Olsa był dawnym dziedzictwem rodziny Zabiełłów. Wieś ta w 1793 roku w wyniku II rozbioru Polski znalazła się na terytorium Imperium Rosyjskiego. Według Teodora Żychlińskiego, autora Złotej księgi szlachty polskiej właścicielem Olsy w pierwszej połowie XIX wieku był Ignacy Zabiełło. Spadkobiercy Ignacego sprzedali Olsę, po czym zmieniała ona właścicieli kilka razy, aż kupił ją Karol Niezabytowski (1865–1952) z sąsiednich Bacewicz. Był on ostatnim ich właścicielem. W latach 1915–1917 dzierżawił ją Kazimierzowi Czereyskiemu. 

## Dawny pałac
W czasopiśmie „Wieś Ilustrowana” autor krótkiego opisu Bacewicz wspomniał, że pobliska Olsa imponowała swoim pięknym pałacem z XVIII w., malowniczo rzuconym nad rzeką Olsą.
Wielki, klasycystyczny pałac został najprawdopodobniej wybudowany przez Szymona Zabiełłę, kasztelana mińskiego. Był to murowany, symetryczny, dwukondygnacyjny budynek zaprojektowany na planie prostokąta. Centralną część frontowej fasady stanowił wydatny trzyosiowy portyk z czterema masywnymi kolumnami w wielkim porządku. Kolumny dźwigały trójkątny szczyt z kartuszem herbowym Zabiełłów. Wewnątrz pałacu zastosowano układ dwutraktowy. Z portyku było wejście do obszernego westybulu z dużą klatką schodową po prawej stronie.
Przed domem znajdował się paradny dziedziniec, po którego lewej i prawej stronie znajdowały się zabudowania gospodarcze: stajna cugowa (dla koni chodzących w zaprzęgu), i w większej odległości zabudowania gospodarcze. Znajdował się tam osobliwy kierat konny, napędzający młockarnię. Frontowa aleja, prowadząca do drogi z Bobrujska do Bacewicz miała około 500 m i była wysadzana lipami. Zamykała ją brama składająca się z dwóch murowanych filarów, zwieńczonych wazonami. Podobna brama prowadziła na dziedziniec gospodarczy.
Od strony ogrodowej zaprojektowano duży kolisty gazon, z którego szeroką aleją prowadziła ścieżka do małej przystani na rzece. Obok znajdował się wielki sad owocowy zamknięty z trzech stron alejami lipowymi.
W 1915 roku pałac był już całkowicie spustoszony. Obecnie po majątku nie ma śladu. Został on opisany w 1. tomie Dziejów rezydencji na dawnych kresach Rzeczypospolitej Romana Aftanazego.